# Yunusari
Yunusari è una delle diciassette aree a governo locale (local government area) in cui è suddiviso lo stato di Yobe, in Nigeria. Estesa su una superficie di 3.790 chilometri quadrati, conta una popolazione di 125.821 abitanti.